# Metropolitan Opera House (Filadelfia)
La Metropolitan Opera House es una histórica casa de ópera ubicada en Filadelfia, la mayor ciudad del estado de Pensilvania (Estados Unidos). Se ha utilizado para muchos propósitos diferentes a lo largo de su historia. Ahora conocido como The Met, el teatro reabrió sus puertas en diciembre de 2018, después de una renovación completa, como sala de conciertos. Es gestionado por Live Nation Philadelphia.
Construido en el transcurso de unos pocos meses en 1908, fue el noveno teatro de la ópera construido por el empresario Oscar Hammerstein I. Inicialmente fue la sede de la Compañía de Ópera de Filadelfia de Hammerstein, y se llamó "Casa de la Ópera de Filadelfia". Hammerstein se la vendió la Metropolitan Opera de Nueva York en 1910, cuando fue rebautizada. El Met usó el teatro hasta 1920, después de lo cual varias compañías lo usaron hasta 1934.
Durante más de cinco décadas más, se mantuvo en uso constante a su vez como sala de cine, salón de baile, recinto deportivo, centro de formación de mecánicos e iglesia. El edificio luego cayó en mal estado y no se usó y estuvo vacío desde 1988 hasta 1995, cuando se convirtió en el "Centro de avivamiento de la sede del Espíritu Santo en el Met". La iglesia estabilizó gran parte del edificio y, finalmente, allanó el camino para la última renovación del teatro de la ópera entre 2017 y 2018.
La ópera ha sido incluida en el Registro Nacional de Lugares Históricos desde 1972.

## Historia
El Metropolitan Opera House fue construido por Hammerstein para ser la sede de su entonces nueva compañía de ópera, la Philadelphia Opera Company (POC). Hammerstein contrató al arquitecto William H. McElfatrick de la firma JB McElfatrick & Son para diseñar el teatro de la ópera en 1907, y la construcción comenzó el año siguiente. Cuando se inauguró como la Ópera de Filadelfia en 1908, era el teatro más grande de su tipo en el mundo, con capacidad para más de 4000 personas.
La ópera se abrió oficialmente el 17 de noviembre de 1908 con una producción de Georges Bizet 's Carmen para la apertura de la primera temporada del POC. El elenco incluía a Maria Labia en el papel principal, Charles Dalmorès como Don José, Andrés de Segurola como Escamillo, Alice Zeppilli como Micaëla y Cleofonte Campanini como director. El POC continuó usando la casa para sus producciones hasta marzo de 1910. La última actuación de la compañía en la casa fue la de Rigoletto de Giuseppe Verdi el 23 de marzo de 1910 con Giovanni Polese en el papel protagónico, Lalla Miranda como Gilda, Orville Harrold como el duque de Mantua y Giuseppe Sturani como director.
El 26 de abril de 1910, Arthur Hammerstein, con el poder de su padre, vendió la Ópera de Filadelfia a la Ópera Metropolitana de Nueva York. El teatro pasó a llamarse Metropolitan Opera House. El Met, que realizaba una gira anual por Filadelfia con presentaciones en la Academia de Música, había sido la competencia más grande del POC para el público de ópera. A pesar de dos temporadas agotadas de gran ópera para el POC, Hammerstein se endeudó y tuvo que vender su muy popular teatro de ópera a su competidor. La primera producción del Met en el teatro renombrado fue el 13 de diciembre de 1910. El Met actuó regularmente en el Ministerio de Salud durante la próxima década, dando más de un centenar de actuaciones en la casa. La última actuación de la Metropolitan Opera en el MOH fue Eugene Onegin el 20 de abril de 1920, con Giuseppe de Luca en el papel principal y Claudia Muzio como Tatyana. Si bien el Met era propietario del Ministerio de Salud, también alquilaba el lugar a otras compañías de ópera para sus actuaciones. El teatro fue la sede de la Grand Opera Company Filadelfia-Chicago entre 1911 y 1914.
La Sociedad Operativa de Filadelfia también utilizó la casa durante y después del mandato del Met, hasta 1924. Después de que el Met volvió a actuar en la Academia de Música para la temporada de ópera 1920-1921, el Ministerio de Salud se convirtió en la sede de la Compañía de Ópera Cívica de Filadelfia hasta 1928. La Compañía de la Gran Ópera de Filadelfia y la Compañía de la Ópera de Filadelfia La Scala, dos compañías que actuaron principalmente en la Academia de Música, también actuaron ocasionalmente allí durante las décadas de 1920 y 1930. El Ministerio de Salud también fue sede de muchas producciones itinerantes de compañías de ópera de otras ciudades. La última producción de ópera montada en el MOH fue una doble cartelera de Cavalleria rusticana y Pagliacci bajo la batuta de Aldo Franchetti, presentada por la Chicago Grand Opera Company el 5 de mayo de 1934.
En 1920, mientras todavía se usaba como lugar de actuación para óperas, la casa comenzó a presentar películas mudas al público. Continuó siendo una sala de cine después de que el Ministerio de Salud dejó de presentar óperas. En abril de 1922, Joseph Franklin Rutherford dio la primera transmisión de radio desde el Metropolitan Opera House a unas 50 000 personas sobre el discurso "Millones que ahora viven nunca morirán".
A fines de la década de 1930, el Ministerio de Salud se convirtió en un salón de baile y en la década de 1940 un promotor deportivo compró el lugar, cubrió el foso de la orquesta con piso para que pudieran tener lugar el baloncesto, la lucha libre y el boxeo. Esta empresa se cerró después de que la asistencia disminuyó debido a una disminución en la calidad del vecindario circundante.  En 1954, el edificio se vendió y se convirtió en iglesia.

## Decadencia
En 1954 el edificio fue comprado por Theo Jones, que entonces tenía una gran congregación. Durante este tiempo, la Orquesta de Filadelfia eligió la acústica superior del Met para varias de sus grabaciones. Después de 1988, sin embargo, la membresía de la iglesia disminuyó y el edificio comenzó a deteriorarse. El edificio finalmente sería declarado inminentemente peligroso por las autoridades de construcción de la ciudad, pero se salvó de la demolición en 1996 cuando fue comprado por el reverendo Mark Hatcher para su Centro de avivamiento de la sede del Espíritu Santo. Entre 1997 y 2013, la iglesia gastó aproximadamente 5 millones de dólares para estabilizar el edificio.
En octubre de 2012, la iglesia de la sede del Espíritu Santo y el desarrollador Eric Blumenfeld se asociaron para el desarrollo con Blumenfeld y finalmente compraron el edificio por 1 dólar. Algunos trabajos de demolición interior comenzaron en septiembre de 2013, pero se detuvieron porque el desarrollador no había obtenido los permisos necesarios. En febrero de 2015, la iglesia presentó una demanda contra el desarrollador por la falta de progreso en el edificio, alegando que Blumenfeld engañó a la congregación con respecto a sus finanzas y "... nunca restauró el Met como se prometió. Más bien destruyó el auditorio que la iglesia había trabajado tan duro para renovar, desplazando efectivamente a la iglesia y dejó el proyecto inconcluso en ruinas ".

## Rehabilitación
En mayo de 2017, Blumenfeld y Holy Ghost Church habían llegado a un acuerdo de propiedad conjunta. Al mismo tiempo, Live Nation firmó un contrato de arrendamiento como promotor de conciertos e inquilino del edificio y ellos y los propietarios anunciaron una renovación de 45 millones de dólares para que el teatro volviera a ser una sala de conciertos de uso mixto. También seguirá siendo la sede de la Iglesia del Espíritu Santo. Con trabajos de restauración dirigidos por Atkin Olshin Schade Architects, el Met Philadelphia completamente renovado reabrió al público el 3 de diciembre de 2018 con un concierto de Bob Dylan. Un año después, la radio Sirius XM presentó en el Met la actuación de Phish más pequeña en dos décadas el 3 de diciembre de 2019.